# Berit Jung
Berit Jung (* um 1980 in Dresden) ist eine deutsche Jazz- und Improvisationsmusikerin (Kontrabass, Stimme) und Autorin, die auch Elemente des Songwriting und der Lyrik aufnimmt.

## Leben und Wirken
Jung begann zunächst ein Psychologiestudium an der Freien Universität Berlin. Nach einigen Semestern wechselte sie an die Hochschule für Musik „Hanns Eisler“ Berlin, um dort im Hauptfach Kontrabass (Jazz/Popularmusik) zu studieren. Dort erhielt sie unter anderem Unterricht bei Martin Lillich, Marc Muellbauer, Jiggs Whigham und Georg Graewe. Neben dem Musikstudium arbeitete sie im Krisenhaus Berlin und begleitete dort Menschen in Krisensituationen.
Es folgten Workshops bei Mark Dresser, Barre Phillips und John Taylor sowie eine Gesang- und Sprechausbildung bei Annette Goeres.
Jung verfasst auch eigene Texte, Gedichte und Geschichten. Sie gehörte zu Kathrin Lemkes Band Jazzexlamation, mit der sie zwei Alben einspielte. Mit der Band Gleichwiederda ist sie auf dem Album Kurztrip zu hören. Weiterhin war bzw. ist sie in Formationen wie Keke, Musik in Möbeln, Halb Sechs, Tru Cargo Service oder Wasteland Green aktiv, tritt aber auch Solo auf; dabei singt, spricht und begleitet sie sich, teilweise unterstützt durch eine Loopstation, auf dem Kontrabass. Sie tourte auch in Spanien, Österreich, Schweiz und Tschechien.
Im Bereich der frei improvisierten Musik arbeitete Jung unter anderem mit Almut Kühne, Hannes Bauer, Matthias Schubert, Barre Phillips, Simon Jakob Drees, Heiner Reinhardt, Johannes Schleiermacher, Lothar Fiedler und Michael Walz. Ferner arbeitete sie genreübergreifend mit Künstlern aus unterschiedlichen Bereichen wie der Malerei (Helge Leiberg), dem Tanz (Julia Galas) und der Videokunst (Julia Wandel).
Zudem ist sie als Theatermusikerin aktiv. An der Hochschule für Musik „Hanns Eisler“ Berlin absolvierte sie eine Weiterbildung in „Elementare Musikpädagogik“; seitdem arbeitet sie auch in verschiedenen Einrichtungen mit Integrationskindern. Das Moritz Cartheuser Trio und die Band Gleichwiederda, denen sie als Bassistin angehört, sind Preisträger des Studiowettbewerbs des Berliner Senats.

## Diskographische Hinweise
- Kathrin Lemke JazzXclamation feat. Matthias Schubert You Own The City? (Konnex Records 2010)
- Gleichwiederda Kurztrip (jazzwerkstatt 2009)
- Ebba Jahn Arts Interplay (pals 2008, nur auf einem Stück mit Barre Phillips, Jan Roder und Konrad Grüneberg)
- Saba bossa nova (Toca 2005)